# فرنان دروسو
فرنان دروسو (فرانسوی: Fernand Desrousseaux‎؛ ۱۸۸۵ – ۱۹۵۶) بازیکن فوتبال اهل فرانسه بود.
از باشگاه‌هایی که در آن بازی کرده‌است می‌توان به اشاره کرد.
وی همچنین در تیم ملی فوتبال فرانسه بازی کرده‌است.